# Охридське літо
Охридське літо (англ. Ohrid Summer) — македонський музичний фестиваль, що проходить щорічно з 12 липня по 20 серпня в македонському місті Охрид. Фінансування фестивалю здійснюють Міністерство культури Республіки Македонія і ряд спонсорів. Покровитель фестивалю — Президент Республіки Македонія. З 1994 року фестиваль входить в Європейську асоціацію фестивалів. 

## Історія фестивалю
Перший фестиваль відбувся 4 серпня 1961 року під стінами кафедрального собору Святої Софії, його відкрила оперна співачка Ана Липша Тофович, яка виступила під акомпанемент піаніста Ладислава Пердлика. На фестивалі були виконані твори Генделя, Моцарта, Бетховена та інших класичних композиторів. Завдяки фестивалю почалася популяризація камерної музики: на наступних фестивалях виступали такі провідні артисти, як Володимир Ружгак (баритон, Хорватія), Мартіна Аройо (сопрано, США), октет із Словенії і музиканти Праги, всесвітньо відомі квартети Juilliard String Quartet і Golden Fate Quartet, македонські виконавці Мілка Ефтимова і Тодор Скаловский, російський скрипаль Леонід Коган і французький віолончеліст Андре Наварра, а також Мстислав Ростропович, Гідон Кремер, Раггиро Річчі, Віктор Третьяков, Генрик Шерінг, Сальваторе Акардо, Олена Образцова, Катя Річчареллі, Вікторія де лос Анелес, Максим Венгеров, Вадим Рєпін, Джуліан Рахлін, Іво Погорелич і багато інших. Виступали вокально-інструментальні ансамблі: Мюнхенський камерний оркестр, Virtuosi de Roma, Камерний оркестр Жоржа Енеску, Литовський камерний оркестр, Симфонічний оркестр Австрійського радіо, Бухарестський хор «Мадригал», Ленінградський хор імені Глінки і дитячий хор Вени.
В даний час на фестивалі виступають артисти з Росії, Туреччини, Франції, США, Нідерландів, Італії, Греції та інших земель, також граючи в рамках театральної програми ролі в постановках творів Шекспіра, Чехова, Мольєра, Гоголя, Брехта, Нушика, а також Софокла, Евріпіда, Арістофана і т.д.